# Montaut-les-Créneaux
Pour les articles homonymes, voir Montaut.
Montaut-les-Créneaux (Montaut en gascon) est une commune française située dans l'est du département du Gers en région Occitanie. Sur le plan historique et culturel, la commune est dans le Pays d'Auch, un territoire céréalier et viticole qui s'est également constitué en pays au sens aménagement du territoire en 2003.
Exposée à un climat océanique altéré, elle est drainée par l'Arçon, l'Aulouste et par divers autres petits cours d'eau. La commune possède un patrimoine naturel remarquable composé d'une zone naturelle d'intérêt écologique, faunistique et floristique.
Montaut-les-Créneaux est une commune rurale qui compte 714 habitants en 2022, après avoir connu une forte hausse de la population depuis 1975. Elle fait partie de l'aire d'attraction d'Auch. Ses habitants sont appelés les Montaltais ou  Montaltaises.
Le patrimoine architectural de la commune comprend deux  immeubles protégés au titre des monuments historiques : la porte de ville, inscrite en 1947, et l'église Saint-Michel, classée en 1995.

## Géographie

### Localisation
Montaut-les-Créneaux, village de l'aire urbaine d'Auch perché sur une colline à 8 km au nord-est d'Auch, domine la vallée de l'Arçon et du Gers.

### Communes limitrophes
Les communes limitrophes sont  Auch, Crastes, Leboulin, Mirepoix, Nougaroulet et Preignan.
| Preignan | Mirepoix             | Crastes     |
| Auch     | Montaut-les-Créneaux | Nougaroulet |
|          | Leboulin             |             |

### Géologie et relief
Montaut-les-Créneaux se situe en zone de sismicité 1 (sismicité très faible).

### Hydrographie
La commune est dans le bassin de la Garonne, au sein du bassin hydrographique Adour-Garonne. Elle est drainée par l'Arçon, l'Aulouste, le ruisseau de la Barraque, le ruisseau d'en claquet, le ruisseau d'en Jouanet, le ruisseau d'en Passerieu, le ruisseau d'en Tourrette, le ruisseau d'entumeloup, le ruisseau de Pey Barbé, le ruisseau du Charrit et par deux petits cours d'eau, qui constituent un réseau hydrographique de 19 km de longueur totale,.
L'Arçon, d'une longueur totale de 18,1 km, prend sa source dans la commune d'Auterive et s'écoule vers le nord. Il traverse la commune et se jette dans le Gers à Preignan, après avoir traversé 8 communes.
L'Aulouste, d'une longueur totale de 20,6 km, prend sa source dans la commune et s'écoule vers le nord. Il traverse la commune et se jette dans le Gers à Garravet, après avoir traversé 7 communes.

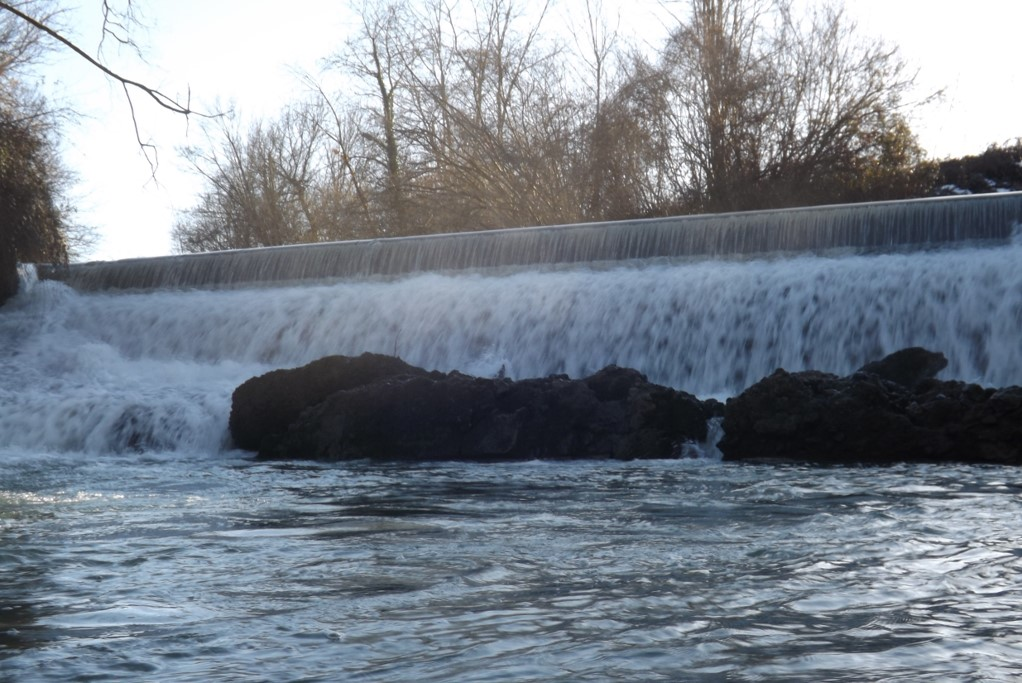
Seuil du moulin de Montaut sur la Baïse.
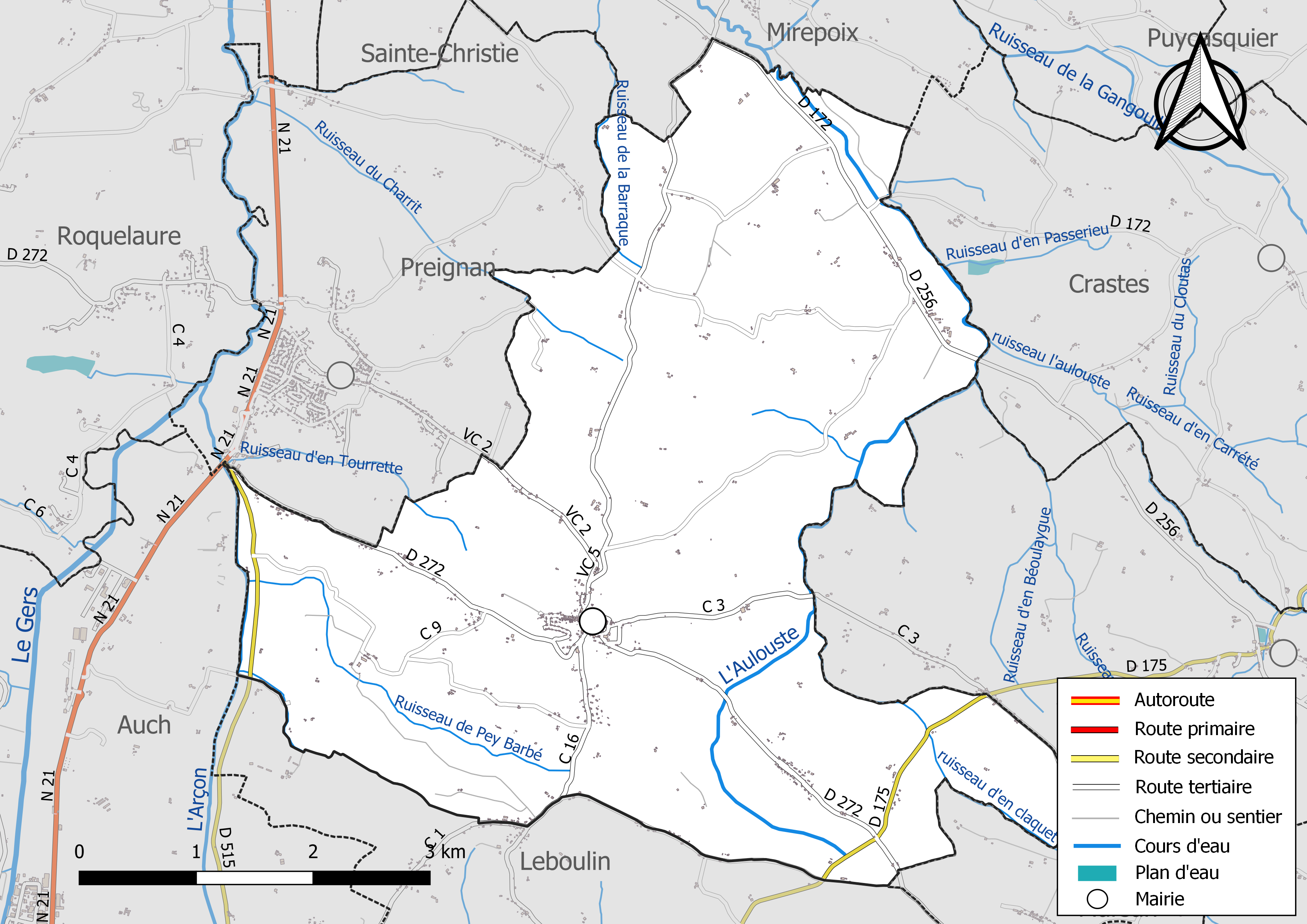
Réseaux hydrographique et routier de Montaut-les-Créneaux.

### Climat
Pour des articles plus généraux, voir Climat de l'Occitanie et Climat du Gers.
En 2010, le climat de la commune est de type climat du Bassin du Sud-Ouest, selon une étude s'appuyant sur une série de données couvrant la période 1971-2000. En 2020, Météo-France publie une typologie des climats de la France métropolitaine dans laquelle la commune est exposée à un climat océanique altéré et est dans la région climatique Aquitaine, Gascogne, caractérisée par une pluviométrie abondante au printemps, modérée en automne, un faible ensoleillement au printemps, un été chaud (19,5 °C), des vents faibles, des brouillards fréquents en automne et en hiver et des orages fréquents en été (15 à 20 jours).
Pour la période 1971-2000, la température annuelle moyenne est de 13,4 °C, avec une amplitude thermique annuelle de 15,7 °C. Le cumul annuel moyen de précipitations est de 784 mm, avec 9,5 jours de précipitations en janvier et 6,3 jours en juillet. Pour la période 1991-2020, la température moyenne annuelle observée sur la station météorologique la plus proche, située sur la commune d'Auch à 8 km à vol d'oiseau, est de 13,5 °C et le cumul annuel moyen de précipitations est de 695,8 mm,. Pour l'avenir, les paramètres climatiques de la commune estimés pour 2050 selon différents scénarios d'émission de gaz à effet de serre sont consultables sur un site dédié publié par Météo-France en novembre 2022.

### Milieux naturels et biodiversité

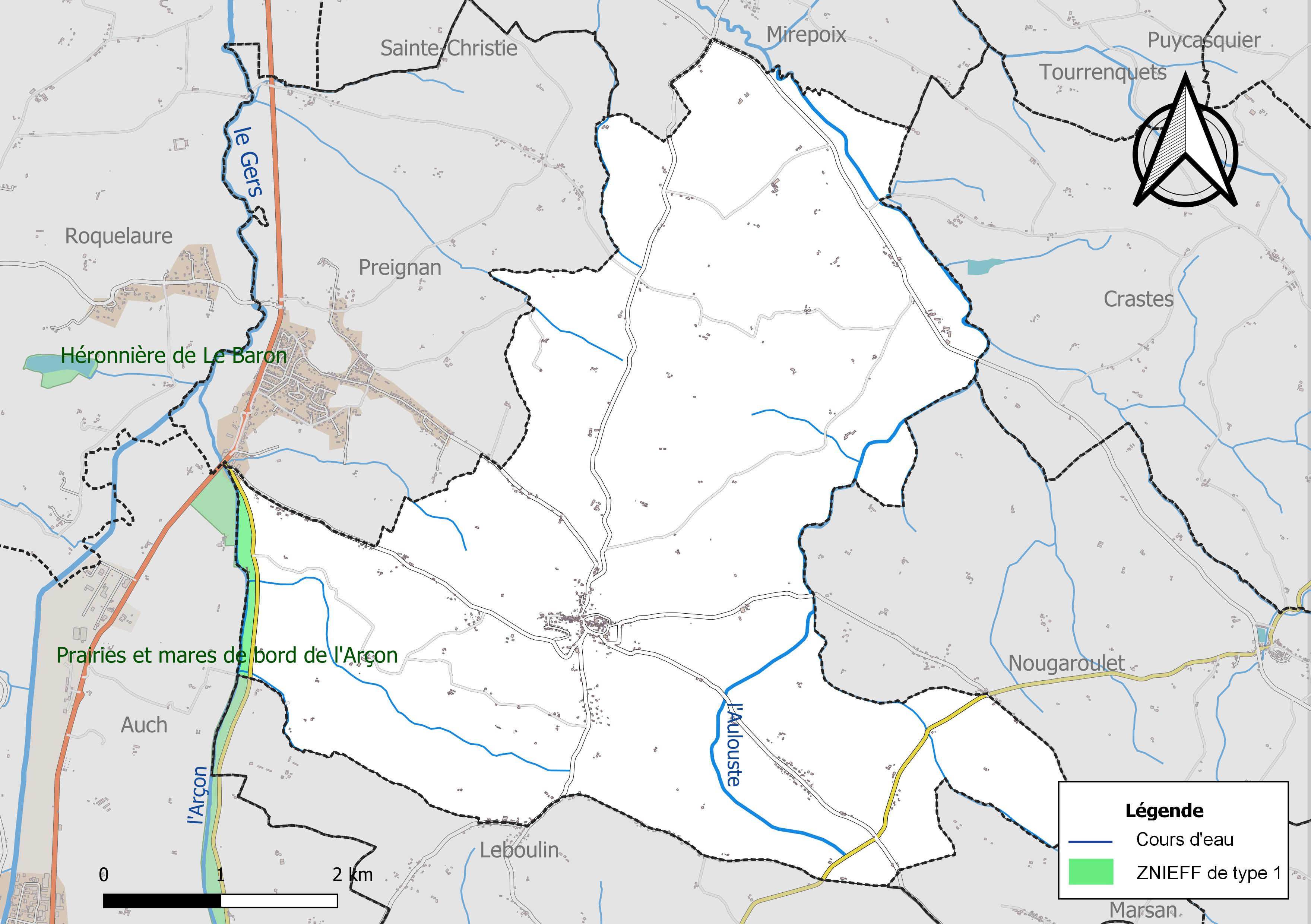
Carte de la ZNIEFF de type 1 localisée sur la commune.

L’inventaire des zones naturelles d'intérêt écologique, faunistique et floristique (ZNIEFF) a pour objectif de réaliser une couverture des zones les plus intéressantes sur le plan écologique, essentiellement dans la perspective d’améliorer la connaissance du patrimoine naturel national et de fournir aux différents décideurs un outil d’aide à la prise en compte de l’environnement dans l’aménagement du territoire.
Une ZNIEFF de type 1 est recensée sur la commune :
les « prairies et mares de bord de l'Arçon » (60 ha), couvrant 4 communes du département.

## Urbanisme

### Typologie
Au 1er janvier 2024, Montaut-les-Créneaux est catégorisée commune rurale à habitat dispersé, selon la nouvelle grille communale de densité à sept niveaux définie par l'Insee en 2022.
Elle est située hors unité urbaine. Par ailleurs la commune fait partie de l'aire d'attraction d'Auch, dont elle est une commune de la couronne,. Cette aire, qui regroupe 112 communes, est catégorisée dans les aires de 50 000 à moins de 200 000 habitants,.

### Occupation des sols
L'occupation des sols de la commune, telle qu'elle ressort de la base de données européenne d’occupation biophysique des sols Corine Land Cover (CLC), est marquée par l'importance des territoires agricoles (93,7 % en 2018), en diminution par rapport à 1990 (94,9 %). La répartition détaillée en 2018 est la suivante : 
terres arables (69 %), zones agricoles hétérogènes (18,4 %), prairies (6,3 %), forêts (5,1 %), zones urbanisées (1,2 %). L'évolution de l’occupation des sols de la commune et de ses infrastructures peut être observée sur les différentes représentations cartographiques du territoire : la carte de Cassini (XVIIIe siècle), la carte d'état-major (1820-1866) et les cartes ou photos aériennes de l'IGN pour la période actuelle (1950 à aujourd'hui).

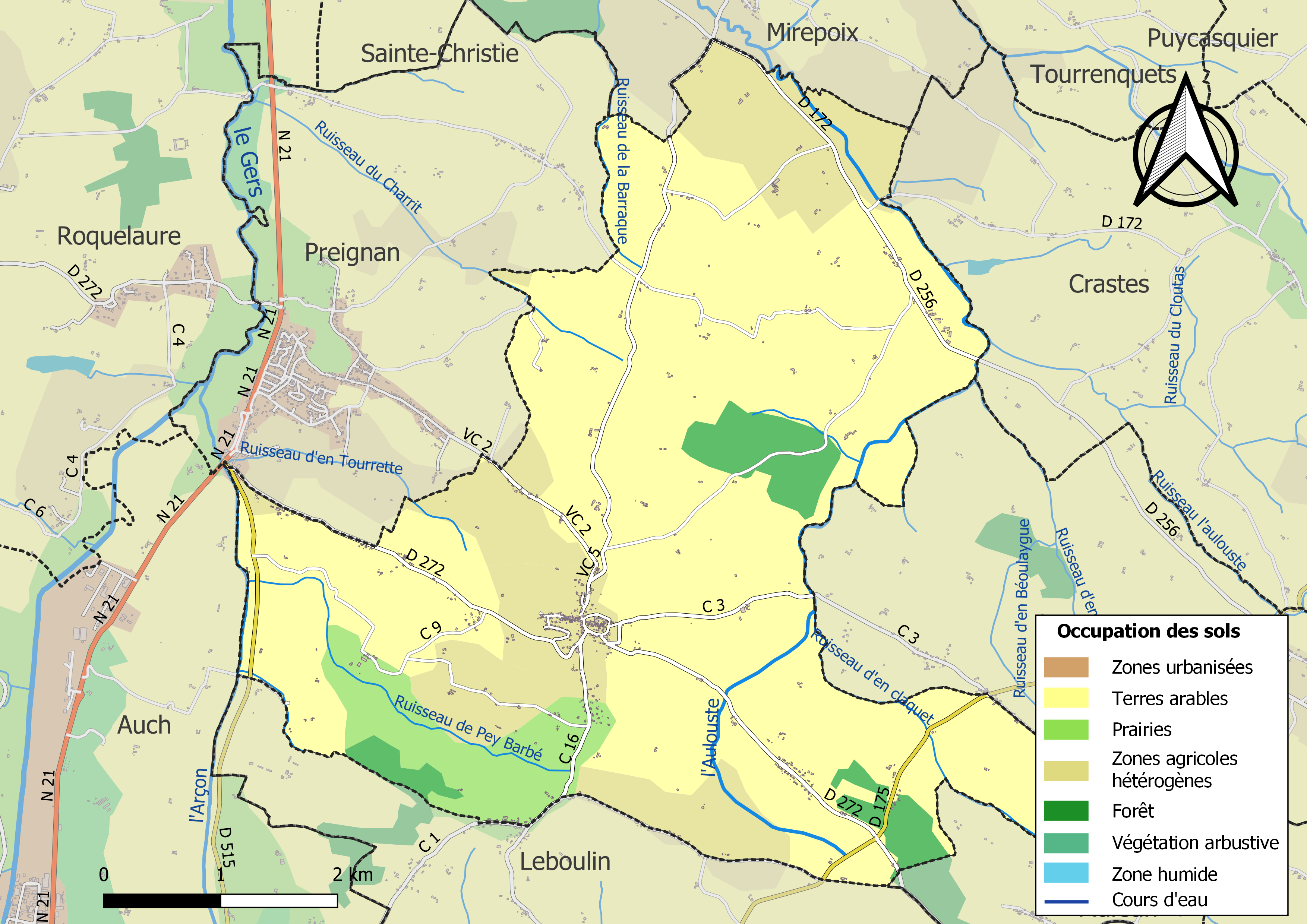
Carte des infrastructures et de l'occupation des sols de la commune en 2018 (CLC).

### Risques majeurs
Le territoire de la commune de Montaut-les-Créneaux est vulnérable à différents aléas naturels : météorologiques (tempête, orage, neige, grand froid, canicule ou sécheresse) et séisme (sismicité très faible). Il est également exposé à un risque technologique, le transport de matières dangereuses. Un site publié par le BRGM permet d'évaluer simplement et rapidement les risques d'un bien localisé soit par son adresse soit par le numéro de sa parcelle.

#### Risques naturels

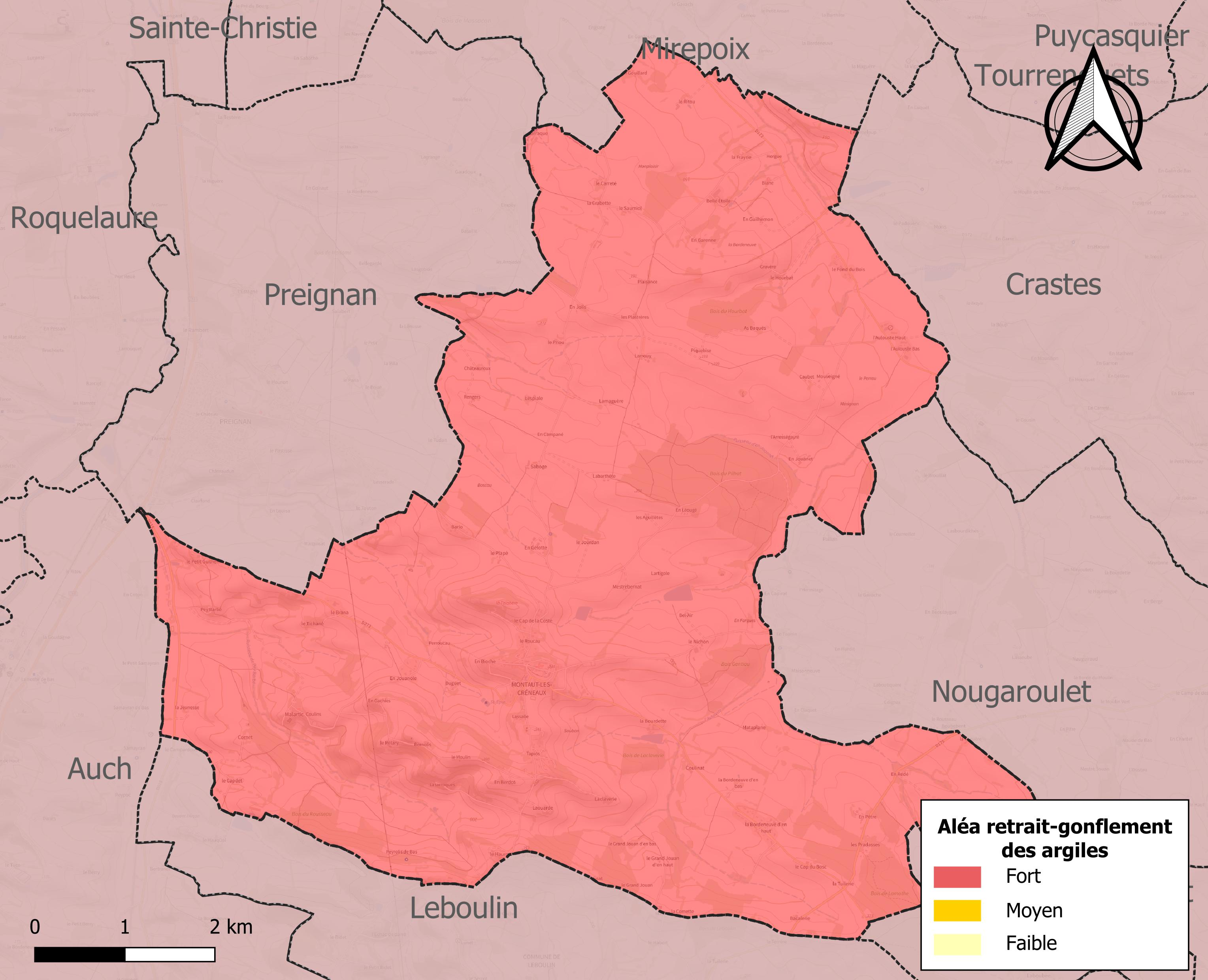
Carte des zones d'aléa retrait-gonflement des sols argileux de Montaut-les-Créneaux.

Le retrait-gonflement des sols argileux est susceptible d'engendrer des dommages importants aux bâtiments en cas d’alternance de périodes de sécheresse et de pluie. La totalité de la commune est en aléa moyen ou fort (94,5 % au niveau départemental et 48,5 % au niveau national). Sur les 338 bâtiments dénombrés sur la commune en 2019, 338 sont en aléa moyen ou fort, soit 100 %, à comparer aux 93 % au niveau départemental et 54 % au niveau national. Une cartographie de l'exposition du territoire national au retrait gonflement des sols argileux est disponible sur le site du BRGM,.
Par ailleurs, afin de mieux appréhender le risque d’affaissement de terrain, l'inventaire national des cavités souterraines permet de localiser celles situées sur la commune.
La commune a été reconnue en état de catastrophe naturelle au titre des dommages causés par les inondations et coulées de boue survenues en 1999, 2008 et 2009. Concernant les mouvements de terrains, la commune a été reconnue en état de catastrophe naturelle au titre des dommages causés par la sécheresse en 1989, 1991, 1993, 1998, 2002, 2003, 2007, 2009, 2011, 2015, 2016, 2017 et 2019 et par des mouvements de terrain en 1999.

#### Risques technologiques
Le risque de transport de matières dangereuses sur la commune est lié à sa traversée par des infrastructures routières ou ferroviaires importantes ou la présence d'une canalisation de transport d'hydrocarbures. Un accident se produisant sur de telles infrastructures est en effet susceptible d’avoir des effets graves au bâti ou aux personnes jusqu’à 350 m, selon la nature du matériau transporté. Des dispositions d’urbanisme peuvent être préconisées en conséquence.

## Histoire

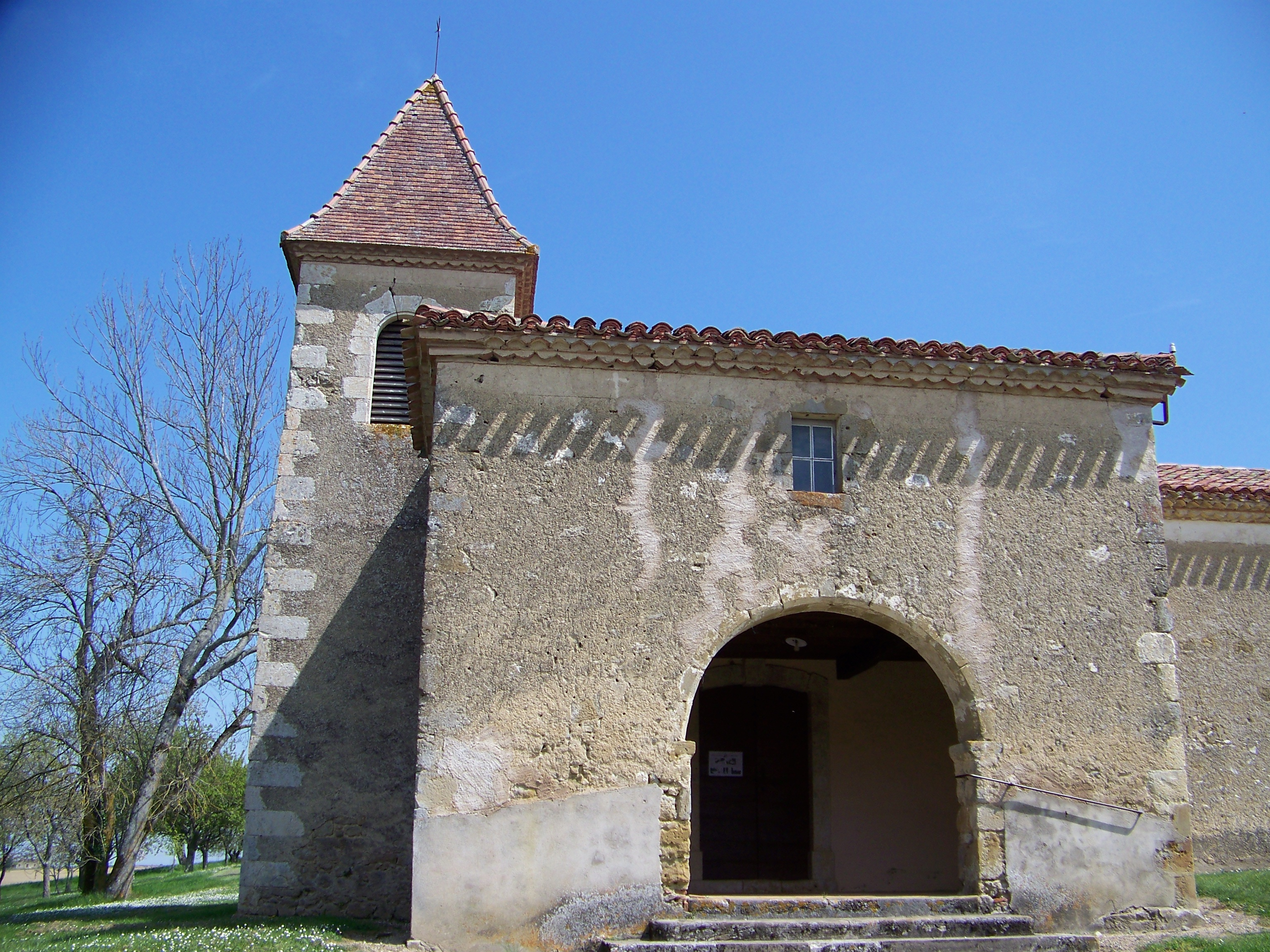
Porche et clocher de l'église du Malartic.

Aux XIVe et XVe siècles, les seigneurs de Montaut sont également barons du Corrensaguet.
En 1821, Montaut a absorbé la majeure partie de l'ancienne paroisse de Biane, située au nord-est, à la limite de la commune de Mirepoix à laquelle elle était autrefois rattachée. Il n'en subsiste que l'église Sainte-Catherine et un pigeonnier, qui faisait partie du château aujourd'hui ruiné.
La même année fut également rattaché à Montaut le village du Malartic, situé au sud-est en direction d'Auch. On peut encore y voir l'église et le château (privé) qui date du XVIIIe siècle.

## Politique et administration

### Liste des maires
| Période                                  | Période  | Identité         | Étiquette | Qualité      |
| ---------------------------------------- | -------- | ---------------- | --------- | ------------ |
| avant 1988                               | ?        | Robert Artigau   |           |              |
| mars 2001                                | 2020     | Gérard Baurens   | DVG       | Employé      |
| 2020                                     | En cours | Emmanuel Gallina |           | Entrepreneur |
| Les données manquantes sont à compléter. |          |                  |           |              |

## Population et société

### Démographie
| 1793 | 1800 | 1806 | 1821 | 1831  | 1841 | 1846 | 1851 | 1856 |
| ---- | ---- | ---- | ---- | ----- | ---- | ---- | ---- | ---- |
| 732  | 484  | 727  | 730  | 1 084 | 942  | 897  | 933  | 936  |

| 1861 | 1866 | 1872 | 1876 | 1881 | 1886 | 1891 | 1896 | 1901 |
| ---- | ---- | ---- | ---- | ---- | ---- | ---- | ---- | ---- |
| 901  | 864  | 848  | 872  | 812  | 823  | 769  | 695  | 654  |

| 1906 | 1911 | 1921 | 1926 | 1931 | 1936 | 1946 | 1954 | 1962 |
| ---- | ---- | ---- | ---- | ---- | ---- | ---- | ---- | ---- |
| 657  | 643  | 527  | 573  | 564  | 563  | 553  | 548  | 521  |

| 1968 | 1975 | 1982 | 1990 | 1999 | 2004 | 2006 | 2009 | 2014 |
| ---- | ---- | ---- | ---- | ---- | ---- | ---- | ---- | ---- |
| 474  | 433  | 510  | 612  | 618  | 589  | 599  | 640  | 703  |

| 2019 | 2022 | - | - | - | - | - | - | - |
| ---- | ---- | - | - | - | - | - | - | - |
| 710  | 714  | - | - | - | - | - | - | - |

### Enseignement
L'école communale publique accueille les enfants du village, mais aussi ceux du secteur de Leboulin.

### Manifestations culturelles et festivités
- Marché le dimanche matin sur la place devant la tour-porte a disparu.

### Sports
Le village dispose d'une salle de sport, avec une équipe de basket mixte.

## Économie

### Revenus
En 2018  (données Insee publiées en septembre 2021), la commune compte 301 ménages fiscaux, regroupant 714 personnes. La médiane du revenu disponible par unité de consommation est de 22 940 € (20 820 € dans le département).

### Emploi
|                | 2008  | 2013  | 2018  |
| -------------- | ----- | ----- | ----- |
| Commune        | 4,5 % | 4,6 % | 4,2 % |
| Département    | 6,1 % | 7,5 % | 8,2 % |
| France entière | 8,3 % | 10 %  | 10 %  |

En 2018, la population âgée de 15 à 64 ans s'élève à 402 personnes, parmi lesquelles on compte 79,4 % d'actifs (75,2 % ayant un emploi et 4,2 % de chômeurs) et 20,6 % d'inactifs,. Depuis 2008, le taux de chômage communal (au sens du recensement) des 15-64 ans est inférieur à celui de la France et du département.
La commune fait partie de la couronne de l'aire d'attraction d'Auch, du fait qu'au moins 15 % des actifs travaillent dans le pôle,. Elle compte 69 emplois en 2018, contre 71 en 2013 et 65 en 2008. Le nombre d'actifs ayant un emploi résidant dans la commune est de 310, soit un indicateur de concentration d'emploi de 22,3 % et un taux d'activité parmi les 15 ans ou plus de 57,9 %.
Sur ces 310 actifs de 15 ans ou plus ayant un emploi, 37 travaillent dans la commune, soit 12 % des habitants. Pour se rendre au travail, 93,9 % des habitants utilisent un véhicule personnel ou de fonction à quatre roues, 0,3 % les transports en commun, 2,2 % s'y rendent en deux-roues, à vélo ou à pied et 3,5 % n'ont pas besoin de transport (travail au domicile).

### Activités hors agriculture

#### Secteurs d'activités
37 établissements sont implantés  à Montaut-les-Créneaux au 31 décembre 2019. Le tableau ci-dessous en détaille le nombre par secteur d'activité et compare les ratios avec ceux du département,.
| Secteur d'activité                                                                                        | Commune | Commune | Département |
| Secteur d'activité                                                                                        | Nombre  | %       | %           |
| --- | ------- | ------- | ----------- |
| Ensemble                                                                                                  | 37      |         |             |
| Industrie manufacturière, industries extractives et autres                                                | 8       | 21,6 %  | (12,3 %)    |
| Construction                                                                                              | 7       | 18,9 %  | (14,6 %)    |
| Commerce de gros et de détail, transports, hébergement et restauration                                    | 6       | 16,2 %  | (27,7 %)    |
| Activités financières et d'assurance                                                                      | 1       | 2,7 %   | (3,5 %)     |
| Activités immobilières                                                                                    | 2       | 5,4 %   | (5,2 %)     |
| Activités spécialisées, scientifiques et techniques et activités de services administratifs et de soutien | 8       | 21,6 %  | (14,4 %)    |
| Administration publique, enseignement, santé humaine et action sociale                                    | 5       | 13,5 %  | (12,3 %)    |

Le secteur des activités spécialisées, scientifiques et techniques et des activités de services administratifs et de soutien est prépondérant sur la commune puisqu'il représente 21,6 % du nombre total d'établissements de la commune (8 sur les 37 entreprises implantées  à Montaut-les-Créneaux), contre 14,4 % au niveau départemental.

#### Entreprises et commerces
L'entreprise ayant son siège social sur le territoire communal qui génère le plus de chiffre d'affaires en 2020 est : 
- Rd2S, activités des sièges sociaux (228 k€)

### Agriculture
La commune est dans le « Haut-Armagnac », une petite région agricole occupant le centre du département du Gers. En 2020, l'orientation technico-économique de l'agriculture  sur la commune est la culture de céréales et/ou d'oléoprotéagineuses.
|               | 1988  | 2000  | 2010  | 2020  |
| ------------- | ----- | ----- | ----- | ----- |
| Exploitations | 50    | 34    | 31    | 32    |
| SAU (ha)      | 2 050 | 2 270 | 2 298 | 2 697 |

Le nombre d'exploitations agricoles en activité et ayant leur siège dans la commune est passé de 50 lors du recensement agricole de 1988  à 34 en 2000 puis à 31 en 2010 et enfin à 32 en 2020, soit une baisse de 36 % en 32 ans. Le même mouvement est observé à l'échelle du département qui a perdu pendant cette période 51 % de ses exploitations,. La surface agricole utilisée sur la commune a quant à elle augmenté, passant de 2 050 ha en 1988 à 2 697 ha en 2020. Parallèlement la surface agricole utilisée moyenne par exploitation a augmenté, passant de 41 à 84 ha.

## Culture locale et patrimoine

### Lieux et monuments
Montaut est un ancien village fortifié (ou castelnau en Gascogne, et il subsiste une bonne partie des remparts, notamment la tour-porte ouest, récemment restaurée.
- L'église Saint-Michel[31] date des XIIe et XIIIe siècles, le clocher date du XIXe. L'édifice est classée au titre objet des monuments historiques depuis 1995[32].
- Chapelle Sainte-Catherine de Biane.
- Église Saint-Barthélemy de Malartic.
- Les maisons, dont plusieurs à colombage, de la rue centrale qui passe sous l'ancienne halle, ont été également joliment restaurées.
- Le château, qui donne sur le versant nord, est privé et ne se visite pas. C'est son donjon carré avec ses créneaux qui a donné son qualificatif à la commune, en 1917, pour éviter la confusion avec l'autre Montaut du Gers, baptisé alors Montaut-d'Astarac.

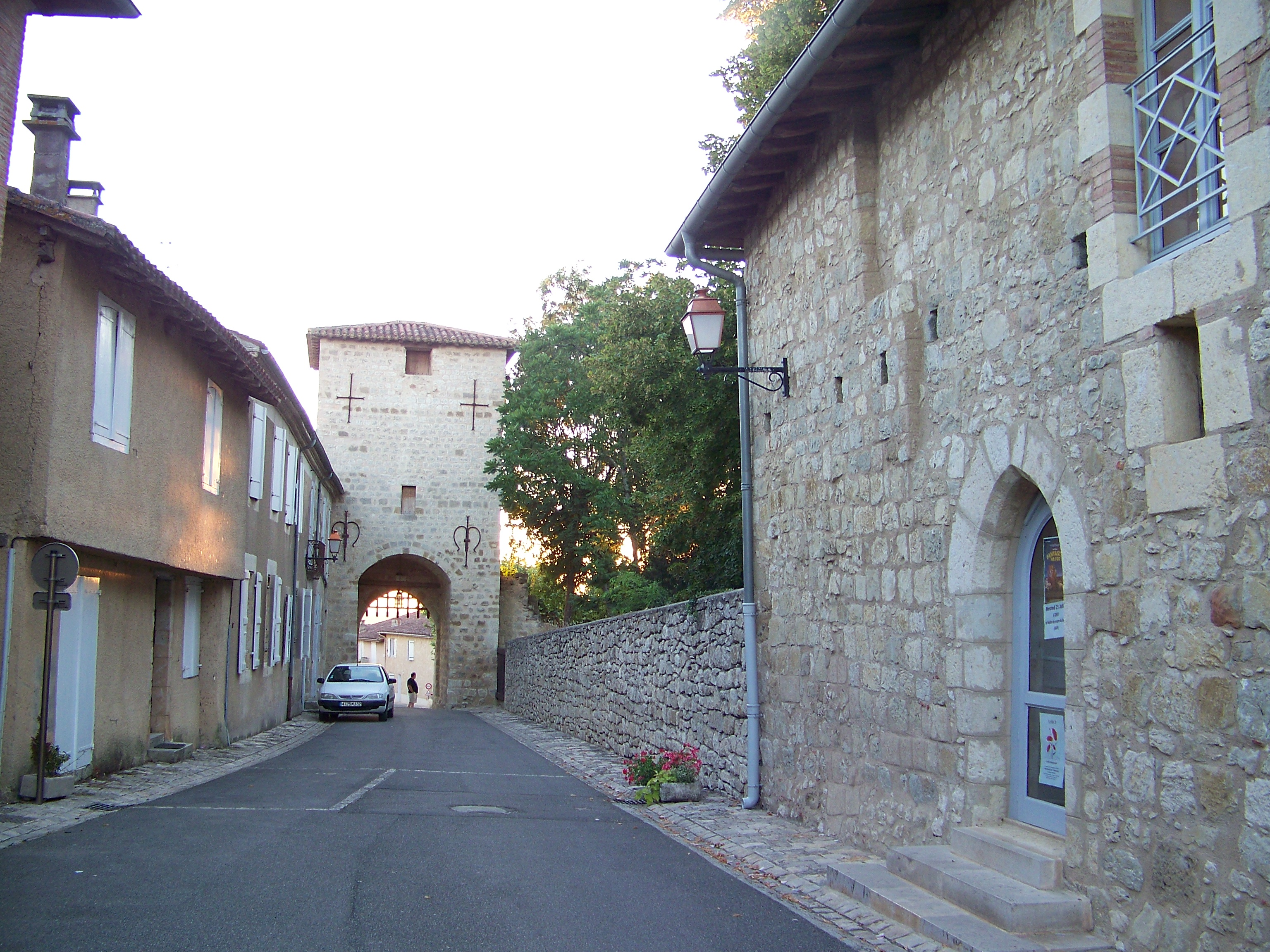
La porte ouest vue de l'intérieur du village.
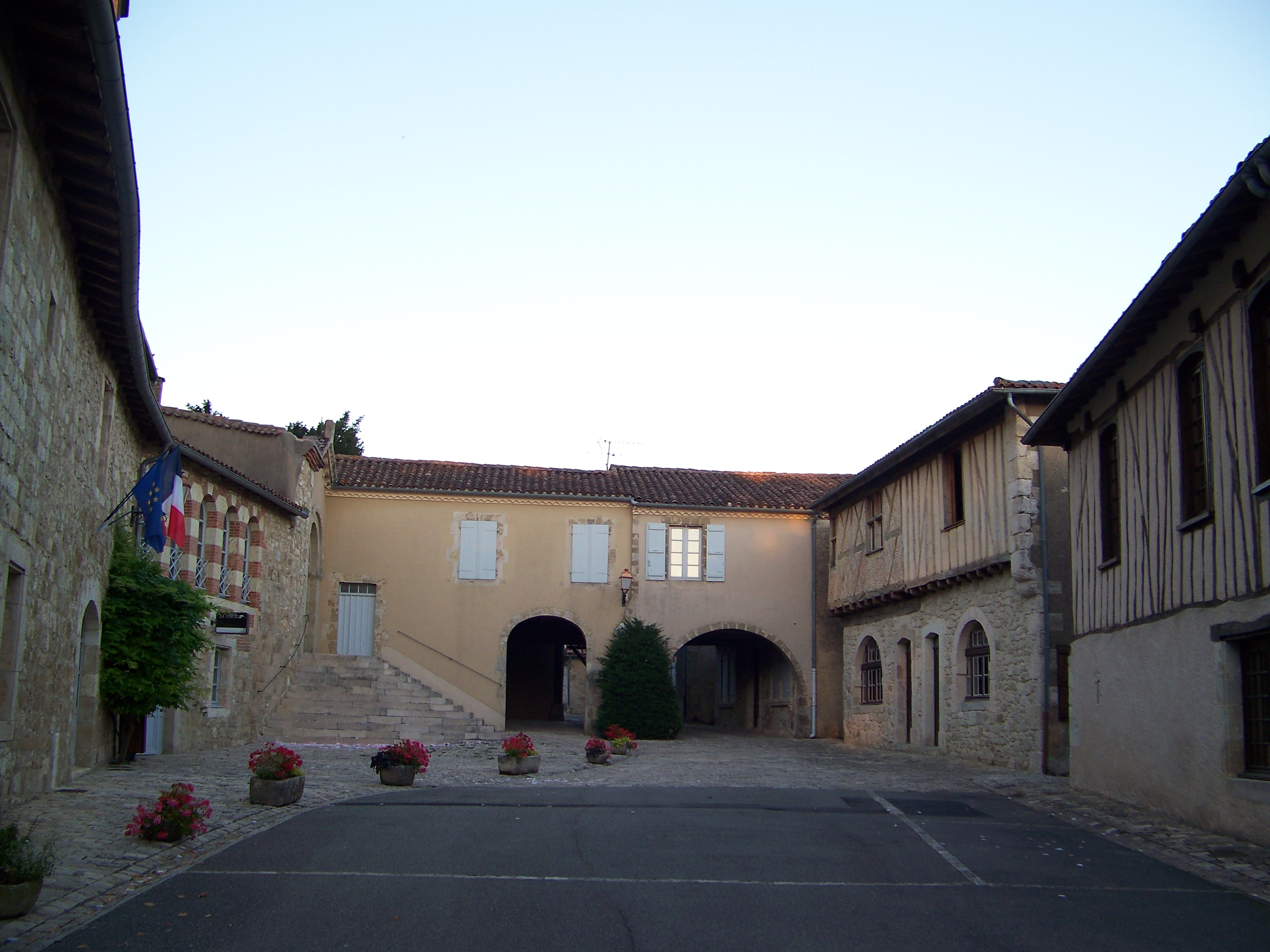
Rue centrale (la « Carrère ») de Montaut, maisons à colombage et petite halle.
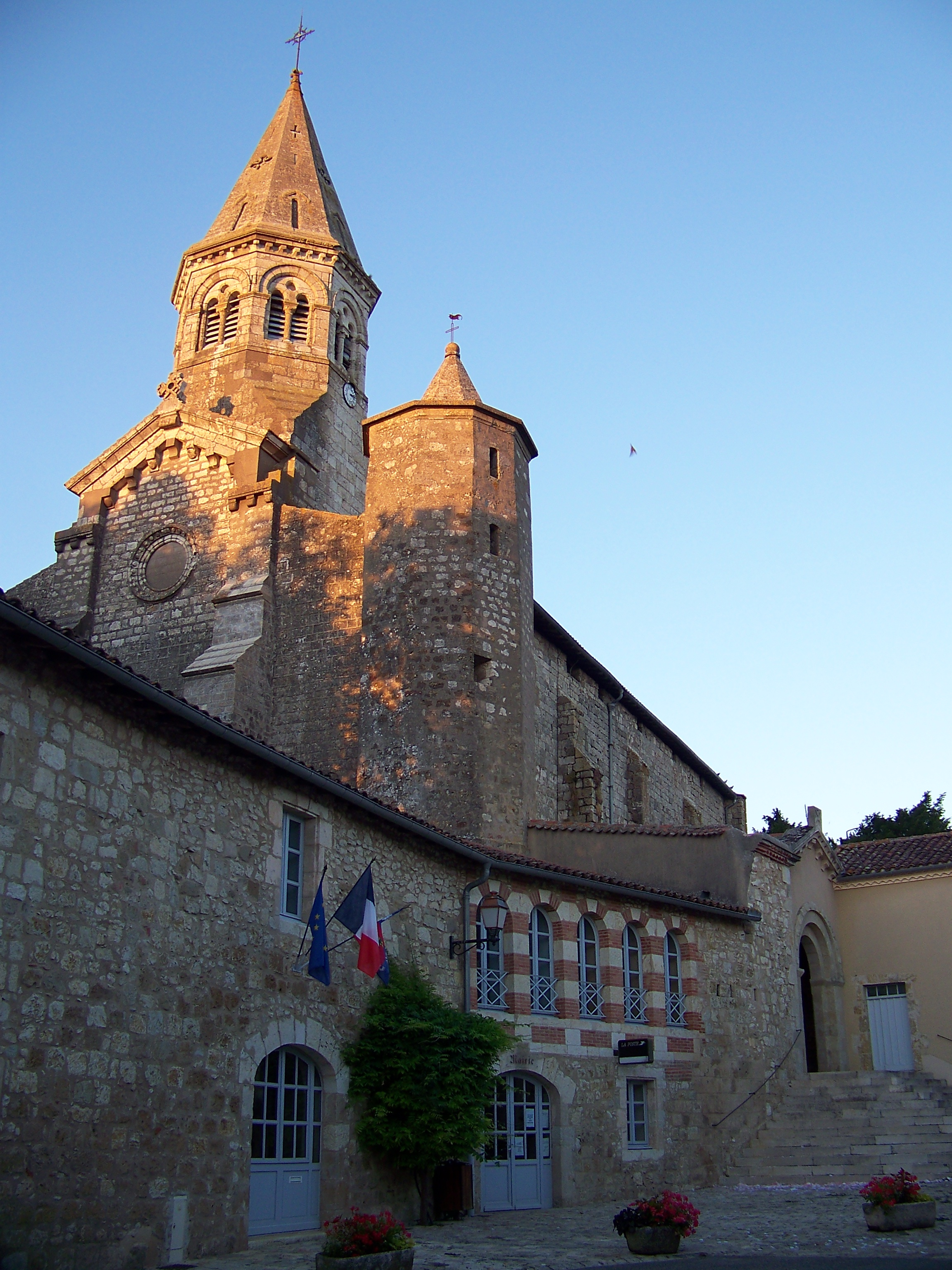
Clocher de l'église Saint-Michel. Au premier plan, l'office du tourisme et le bureau de poste.
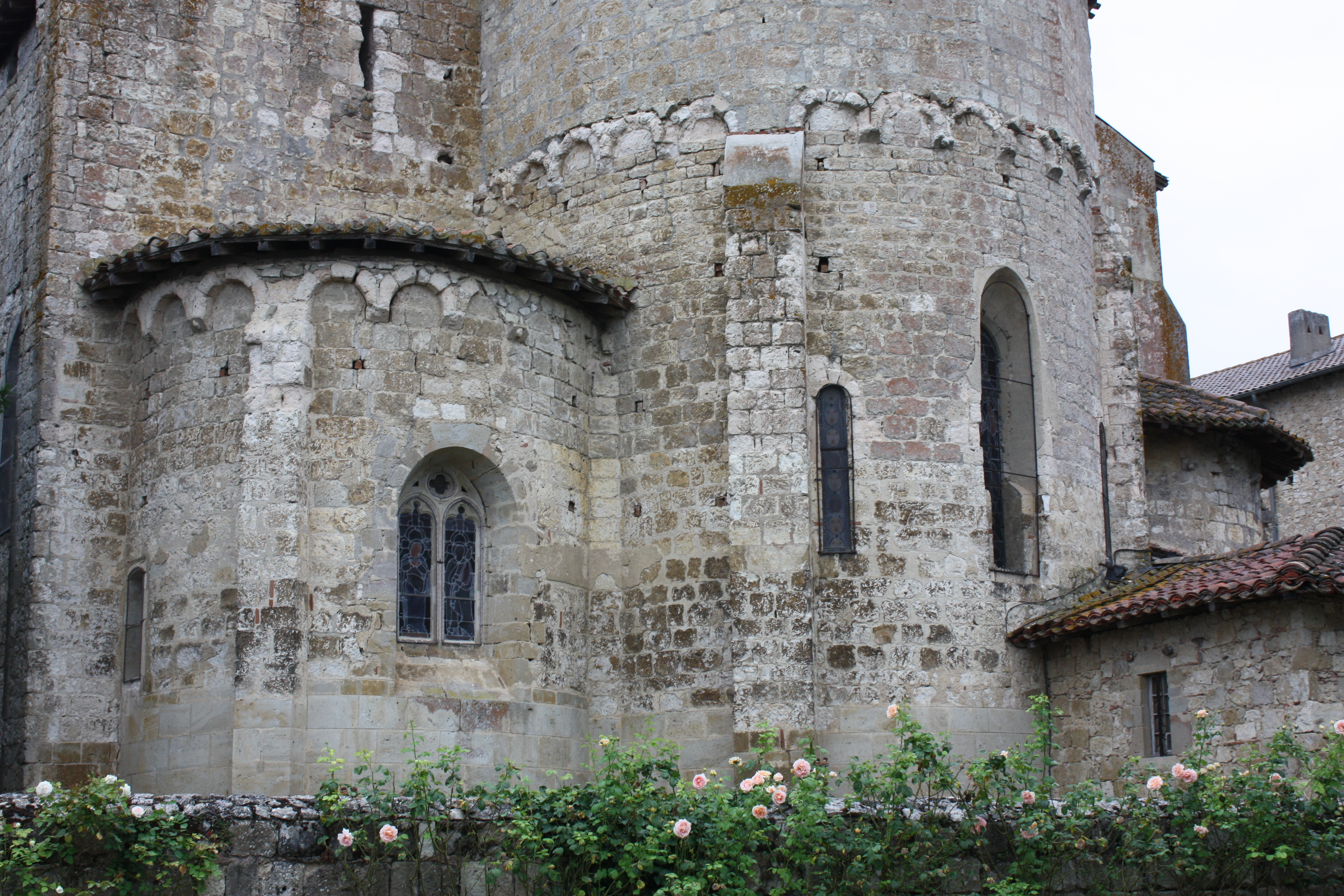
Le chevet de l'église Saint-Michel
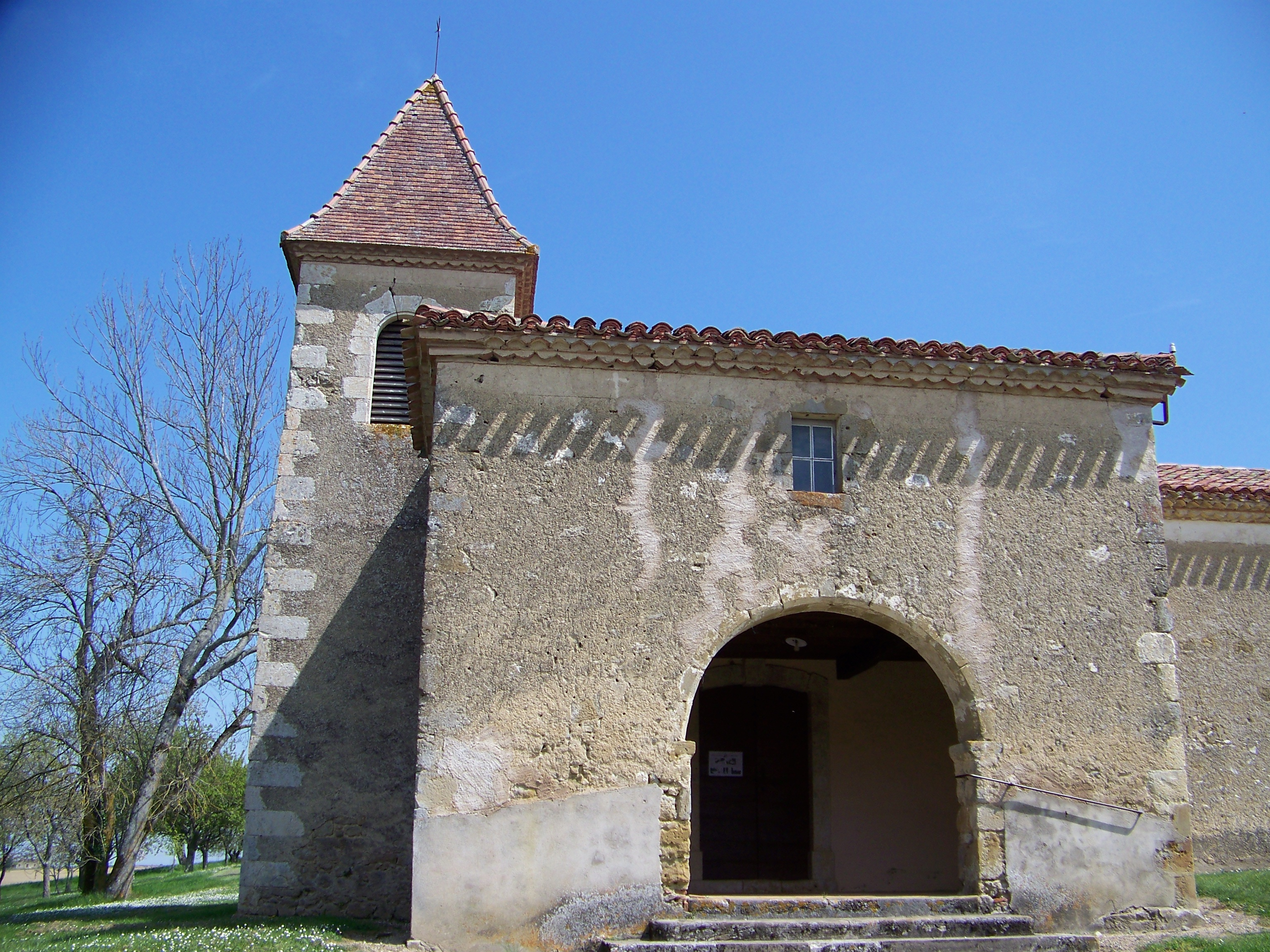
L'église Saint-Barthélemy de Malartic. La tour-clocher et le porche
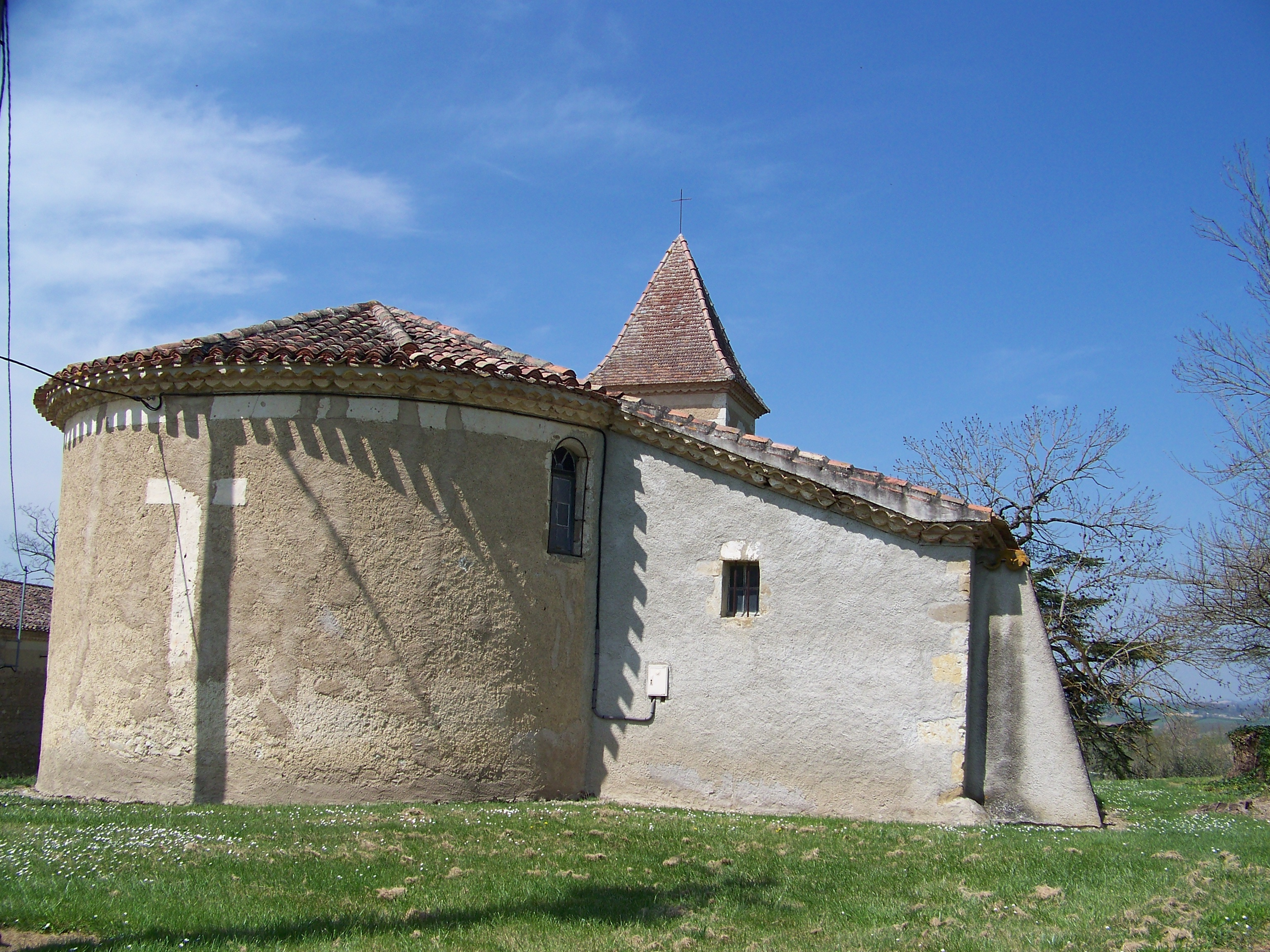
L'église Saint-Barthélemy de Malartic. Le chevet

### Personnalités liées à la commune
- Jean Thore (1762-1823), botaniste né à Montaut.